# نیبلا
نیبلا (به اسپانیایی: Niebla, Chile) یک زیستگاه انسانی در شیلی است که در بالدیبیا واقع شده‌است.

## خصوصیات
نیبلا ۲٬۲۰۲ نفر جمعیت دارد.